# Woof
«Woof» (с англ. — «Гавканье») — второй сингл американского рэпера Snoop Dogg, с его альбома Da Game Is to Be Sold, Not to Be Told, при участии Mystikal & Fiend. Продюсерами трека стали Craig B и Master P.

## Позиции в чартах
"Woof" попал в чарт Billboard Hot 100, под номером 18. Также трек попал в чарт "Billboard Hot Rap Singles" под номером 2.

## Список композиций
12-дюймовый сингл
- A "Woof (Radio Version)"
- B "Woof (Instrumental Version)"

CD-сингл
- "Woof (Album Version)"
- "Woof (Instrumental)"
- "It's All On A Hoe (Bonus Track)"

## Чарты

### Пик
| Чарт (1998/1999)                           | Пик позиции |
| ------------------------------------------ | ----------- |
| Billboard Hot 100                          | 18          |
| Billboard Hot R&B/Hip-Hop Singles & Tracks | 12          |
| Billboard Hot Rap Singles                  | 3           |

### Чарты на конец года
| Чарты конца года (1999)   | Позиции |
| ------------------------- | ------- |
| Billboard Hot Rap Singles | 15      |